# Sygnalizacja w paśmie
Sygnalizacja w paśmie to metoda sygnalizacji prądem przemiennym. Jej cechą charakterystyczną jest to, iż przesyłając informacje sygnalizacyjne używamy tego samego pasma, w którym transportowane są dane.
Zaletami metody sygnalizacji w ten sposób są możliwość implementacji w dowolnym typie łącza, a także szybkie wykrywanie uszkodzenia w łączu.